# Betty Troupe
Betty Troupe va ser un grup valencià de música pop, format l'any 1983, que es va englobar en l'anomenada "moguda valenciana", de principis dels anys 80. Aquesta particular "moguda" venia definida per l'estil tecno-pop i per donar una gran importància a la imatge i a la posada en escena de les seues produccions.
El grup estava format per tres xics i tres xiques i només va enregistrar un disc titulat "Nuevos Héroes" (1983). El seu estil s'emmarca en la línia dels nous romàntics amb profusió de sintetitzadors i ritmes mecànics. El seu gran èxit va ser la cançó "El vinilo".

## Història
L'origen de Betty Troupe està en un grup anterior format en 1980, "Betty Boop". L'estil musical d'aquest grup inicial no té res a veure amb el desenvolupat posteriorment. Els components inicials de Betty Boop eren, entre d'altres, Flora Illueca (veu), Sandro Mompó (baix elèctric), Luli Azulay (guitarra elèctrica) i Pedro Aparicio (bateria). Sandro i Luli venien d'una formació anterior nomenada "Belladona" en la qual interpretaven generalment versions de Bob Dylan o The Doobie Brothers.
Dos anys després canviarien el seu nom pel de Betty Troupe, s'aproparien als sons dels sintetitzadors i incorporarien a Héctor Domingo (bateria), Marina Arnal (cors i percussió) i a la francesa Fabienne Cidoncha (teclats).
Fan la seua presentació en directe en el programa de TVE 2 «Musical Express» (Ángel Casas, 1983).
La companyia discogràfica Ariola els fitxa i editen un primer treball en 1983 en dos formats: maxi senzill i senzill, tots dos amb "El vinilo" com a tema principal. El disc va obtenir un gran reconeixement, va generar grans expectatives i algun comentarista els va comparar amb grups com els estatunidencs The B-52's.
Ariola els proposa enregistrar un àlbum i compten amb Nacho Cano com a productor. En aquesta època sorgeixen problemes entre dos de les noies del grup: Flora i Marina, que acaben amb l'expulsió del grup de Marina. Aquesta és substituïda per Maruchi Oliete. L'àlbum "Nuevos Héroes" (Ariola, 1984) resulta un fracàs comercial, ja que les seues úniques cançons destacables són les que l'any anterior ja havien estat publicades en altres formats ("El vinilo" i "MS 20").

## Les primeres cançons
La cançó "El vinilo" és una de les peces més estranyes escrites per aquells anys, inusual i amb una lletra estranya. En aquest tema es veuen reflectides les diferents influències musicals dels seus components: heavy metal, David Bowie, Spandau Ballet o Bob Dylan.
La cançó "MS 20" en canvi és una de les més sucoses interpretacions fetes pel grup. Amb una lletra futurista i un final molt emotiu amb violins i "prophets" arreglat per Luis Cobos. El nom d'aquest tema el va posar Flora Illueca en honor al seu primer sintetitzador. En la seua versió en maxi senzill també apareix "Berlín", en la qual Flora canta unes frases en alemany.

## El disc "Nuevos Héroes"
Aquest disc conté nou temes propis del grup i una versió, "Reflejos" (de l'original "Love is essential" de "The Passions"). El disc va ser gravat a l'inici de 1984 en els estudis Escorpio de Madrid amb Tino Azores com a enginyer de so. "Reflejos" va ser presentada com la cançó principal de l'àlbum i consegüentment va encapçalar tant el senzill com el maxi senzill que es van treure d'ell.
El disc destaca per la seua música amb molt de sintetitzador i un bon joc vocal entre les veus femenines, però peca de poca varietat en els temes. No es van obtindre les vendes esperades per la discogràfica i aquesta va rescindir el contracte amb el grup.
Talls de l'àlbum:
- 1.- El espejo.
- 2.- Reflejos.
- 3.- MS 20.
- 4.- Calles disfrazadas.
- 5.- Trampa oculta.
- 6.- Nieve en el sol.
- 7.- Berlín.
- 8.- Nuevos héroes.
- 9.- El vinilo.
- 10.- El vendedor de sueños.

## Carrera posterior
En 1993 "Nuevos Héroes" va ser reeditat en format CD per la discogràfica Ariola, en una tirada limitada. També el seu gran èxit "El vinilo", és inclòs en 1999 en el recopilatori "Pyjamarama Volum 1", primera aposta del segell de Carlos Goñi, "Nena Rècords". En aquest CD, el líder de Revòlver edita alguns dels temes més importants de l'escena valenciana, castellonenca, alacantina i murciana.
En 2007 reapareix el grup dins del marc de la primera i reeixida edició de Festur (Festival Pop-Rock del Túria), celebrat a la sala Matisse i organitzat per Nuevaola80 amb el portal Moguda Valenciana i amb l'ajuda de Nacional Pop. Al costat d'ells, altres deu grups de la "moguda valenciana" es van donar cita en un històric macro-concert.